# Ruthènes de Pannonie
 (décembre 2024).
La minorité ruthène de Croatie désigne la minorité ethnique ruthène vivant en Croatie.